# アイ'ム ホーム 覗く男
『アイ'ム ホーム 覗く男』（原題:Wakefield）は2016年に公開されたアメリカ合衆国のドラマ映画である。監督はロビン・スウィコード、主演はブライアン・クランストンが務めた。本作はE・L・ドクトロウが2008年に発表した短編小説『Wakefield』を原作としている。
本作は日本国内で劇場公開されなかったが、WOWOWによって放送されたことがある。DVD発売時、及びNetflix、Youtube配信時のタイトルは『シークレット・ルーム』。

## ストーリー
ハワード・ウェイクフィールドはニューヨークを拠点として活動する弁護士で、その腕は一級品であった。仕事面では順調なキャリアを歩むハワードだったが、私生活では15年にもわたって連れ添った妻（ダイアナ）との倦怠期に悩まされていた。グループセックスによってマンネリを解消しようとしたこともあったが、結局失敗に終わってしまった。ある夜、帰宅したハワードは自宅の車庫にアライグマが入っていくのを目撃した。アライグマを追って車庫の屋根裏に上ったハワードは、そこから自宅の全てが見渡せることに気付いた。ハワードは妻と2人の娘（ジゼルとテイラー）が食事をする様子に見入ってしまった。ハワードはダイアナからの電話を無視して、彼女が苛立つ様子を眺めて楽しんだ。しかし、怒ったダイアナが自分の夕食を処分する姿を見て、ハワードは侮辱されたかのような気分になった。夫婦喧嘩になることを恐れたハワードは帰宅を遅らせたが、いつの間にか車庫で眠りこけてしまった。
翌朝、帰宅したハワードはダイアナから不倫を疑われた。ハワードは「昨日は一晩中車庫にいたんだ」と正直に告白したが、ダイアナは聞く耳を持ってくれなかった。ダイアナが仕事に出かけるまで、ハワードは車庫で自宅を覗き見ることにした。ところが、ここで予想外の事態が発生した。ダイアナは突然姿を消した夫を心配しており、警察に捜索を依頼したのである。ダイアナが泣き出したのを見たハワードは居たたまれたくなって帰宅しようとしたが、そこへ義母のバブスがやって来た。バブスとダイアナが大げんかしたため、ハワードは帰宅する機会を逸してしまった。バブスはハワードが娘を見捨てたと思い込んでいたが、ダイアナは「ハワードがお金も持たずに駆け落ちするのはおかしい」と抗弁した。しばらくして、ダイアナは仕事に出かけた。帰宅したハワードはシャワーを浴びながら言い訳を考えていたが、徐々に「俺が失踪したのに仕事を休まないのはおかしい」という怒りが湧き上がってきた。やがて怒りの感情は「俺がいなくなった方がダイアナは幸福になれる」「ダイアナは他の男に乗り換えたがっているのではないか」という考えに転じた。ハワードは自分が帰宅した痕跡を隠滅し、食料を調達した後に車庫へ戻った。
今まで背負ってきた社会的責任から解放されたハワードはのびのびとしており、自分の失踪に妻が関与していると疑う人々の表情を覗き見て喜んでいた。ダイアナがハワードの分の家事まで引き受けざるを得なくなり、それに四苦八苦している姿はハワードをさらに楽しませるものであった。ハワードはダイアナの生活を盗み見る以上に、娘2人の生活を盗み見ることに喜びを覚えていた。そのうち、ハワードは近所の家をも覗き見るようになった。ハワードは自宅から日用品や食料を調達していたが、シャワーだけはどうにもならなかった。やむなく、ハワードは近所のソンダーヴァン医師の庭にあるシャワーを拝借することにした。ソンダーヴァンは精神を病んだ若者のための施設を運営していた。
数ヶ月後、髭と髪が伸び放題になったため、ハワードは自由に町をうろつけるようになった。町の人たちはハワードを見かけてもホームレスとしか思わなかった。しかし、ハワードの存在に気が付いた人間が2人いた。ソンダーヴァンの施設で暮らすエミリーとハーバートである。

## キャスト
- ブライアン・クランストン - ハワード・ウェイクフィールド
- ジェニファー・ガーナー - ダイアナ・ウェイクフィールド
- ビヴァリー・ダンジェロ - バブス
- ジェイソン・オマラ - ダーク・モリソン
- イアン・アンソニー・デイル - ベン・ジェイコブズ
- アレクサンダー・ゼイル - ソンダーヴァン医師
- ピッパ・ベネット＝ウォーナー - エミリー
- アイザック・レイヴァ - ハーバート
- エラリー・スプレーベリー - ジゼル・ウェイクフィールド
- ヴィクトリア・ブルーノ - テイラー・ウェイクフィールド

## 製作
2015年11月11日、ロビン・スウィコード監督がE・L・ドクトロウの短編小説『Wakefield』の映画化に取りかかっているとの報道があった。脚本執筆に当たって、スウィコードはドクトロウとのやり取りを重ねていた。
本作の主要撮影は2015年11月30日にパサデナで始まり、2016年1月8日に終了した。

## 公開
2016年9月2日、本作はテルライド映画祭でプレミアを迎えた。9日、第41回トロント国際映画祭での上映が行われた。2017年3月、IFCフィルムズが本作の全米配給権を獲得したと報じられた。

## 評価
本作は批評家から高く評価されている。映画批評集積サイトのRotten Tomatoesには63件のレビューがあり、批評家支持率は75%、平均点は10点満点で6.4点となっている。サイト側による批評家の見解の要約は「ブライアン・クランストンの渾身の演技のお陰で、『アイ'ム ホーム 覗く男』は極めて不愉快な男の魅力的なケーススタディとなっている。」となっている。また、Metacriticには24件のレビューがあり、加重平均値は62/100となっている。